# Stop Online Piracy Act
Lire en ligne

Site de la bibliothèque du Congrès : (en) Texte de la loi

PROTECT IP Act
Le Stop Online Piracy Act (SOPA), aussi connu sous le nom de H.R.3261, est une proposition de loi déposée à la Chambre des représentants des États-Unis le 26 octobre 2011 par le représentant républicain Lamar S. Smith mais reportée sine die depuis le 20 janvier 2012. 
Ce projet de loi vise à élargir les capacités d'application du droit d'auteur et des ayants droit pour lutter contre sa violation en ligne et les contrefaçons. Examiné par la commission des affaires juridiques de la Chambre des représentants à la mi-janvier 2012, il s'inscrit dans la lignée d'une disposition antérieure, le PRO-IP Act de 2008. Une proposition similaire a été déposée devant le Sénat, sous le nom de PROTECT IP Act.
Le SOPA prévoit une série de mesures à l'encontre des sites contrevenants. Les pénalités prévues incluent notamment la suspension des revenus publicitaires et des transactions en provenance de services comme PayPal, l'interruption du référencement sur les moteurs de recherche, et le blocage de l'accès au site depuis les principaux opérateurs internet. Le SOPA rend également délictuel le streaming de contenu protégés. 
Les initiateurs du texte affirment qu'il protégerait les secteurs économiques américains liés au copyright et donc nombre d'emplois. Ainsi leur paraît-il nécessaire de renforcer la législation existante (Digital Millennium Copyright Act de 1998, etc.), notamment à l'encontre des sites étrangers. Ses détracteurs la qualifient de « censure numérique ». Elle malmènerait l'ensemble d'Internet et menacerait la liberté d'expression.
La commission des affaires juridiques de la Chambre des représentants a tenu une audition à son propos le 16 novembre 2011. Elle devait être présentée devant la Chambre des représentants le 15 décembre 2011 mais le débat a finalement été repoussé à janvier 2012. Entre-temps, de nombreux changements et amendements sont intervenus. Des manifestations, pétitions et boycotts de compagnies qui encouragent la législation ont été engagés et plusieurs sites Internet très fréquentés ont été temporairement coupés en signe de protestation. Le 20 janvier 2012, Lamar S. Smith a annoncé la suspension des travaux de la commission sur ce texte, dans l'attente d'un accord .

## Contenu
Le SOPA donne au département de la Justice des États-Unis la possibilité de réclamer des sanctions judiciaires contre des sites situés hors de la juridiction des États-Unis et soupçonnés d'enfreindre la législation sur le copyright ou de faciliter ce type d'infraction. Dans cette optique, le Procureur général des États-Unis pourrait exiger des opérateurs, des moteurs de recherche comme Google ou des services de transaction comme PayPal qu'ils cessent d'entretenir toute relation commerciale avec ces sites. Il pourrait prendre également « des mesures techniques faisables et raisonnables » pour empêcher tout accès à ces derniers, notamment en exigeant le retrait de tout lien y conduisant depuis les moteurs de recherches ou/et en bloquant l'accès des internautes américains vers ces sites. Un tel filtrage opèrerait par blocage d'adresse IP, soulevant des problèmes liés au respect de la vie privée dans la mesure où il exigerait des fournisseurs d'accès à Internet (FAI) qu'ils utilisent la méthode du Deep packet inspection (DPI), permettant de connaître le contenu de la navigation des internautes,.
Le SOPA établit également une procédure en deux étapes destinée à contraindre rapidement l'activité des sites contrevenants. L'ayant droit doit tout d'abord notifier par écrit les services de paiement en ligne et les réseaux publicitaires des violations commises par le site. En retour, ceux-ci sont tenus de suspendre toute relation avec ce dernier, à moins qu'il ne produise une contre-notification montrant qu'il n'est pas en infraction. Dans un second temps, l'ayant droit peut assigner le site en justice si une contre-notification a été produite ou si les services de paiement en ligne et les réseaux publicitaires n'exécutent aucune suspension.
Le SOPA confère l'immunité juridique aux services qui s'efforcent de respecter ses termes et de couper toute relation et communication avec les sites contrevenants. Un ayant droit qui méconnaît à dessein l'engagement d'un site contre ce type d'infraction pourra être poursuivi.
La seconde section de la loi renforce les pénalités déjà existantes contre les sites de vidéo qui offrent un service de streaming, de vente de médicaments contrefaits et de matériel militaire. Le streaming non autorisé de contenus protégés deviendrait un crime (felony).

## Réactions

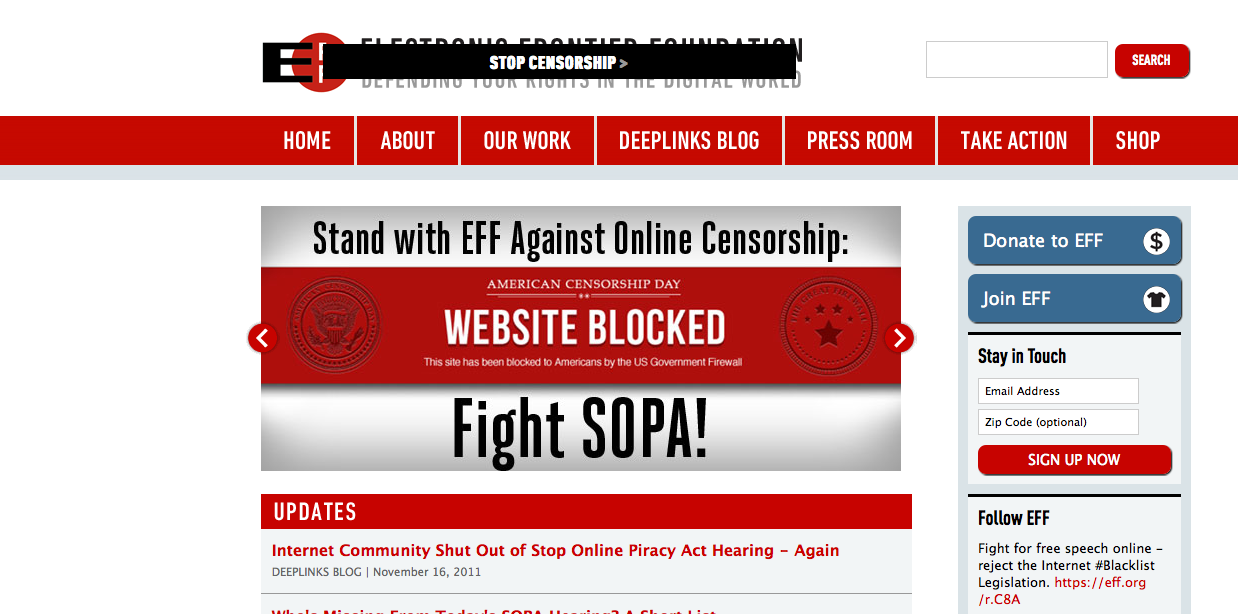
Blackout fait sur le site de lElectronic Frontier Foundation.

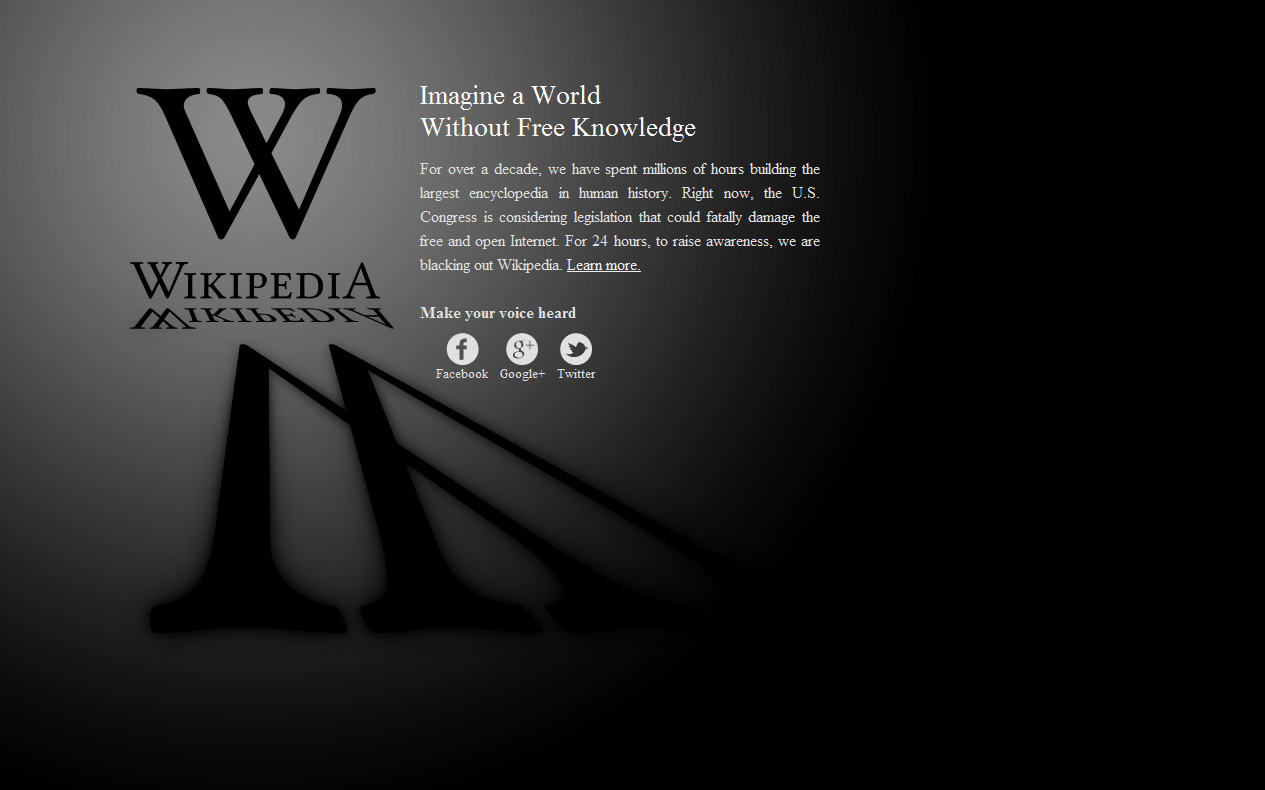
La page de Wikipédia en langue anglaise du 18 janvier 2012, illustrant son blackout en opposition au SOPA et PIPA.

Le SOPA a reçu un accueil défavorable de la part des principaux acteurs d'Internet, mais aussi de ses pères fondateurs qui ont publié une lettre ouverte au texte. Des professeurs de droit tels que Mark Lemley de l'université Stanford ont publié en novembre 2011 une lettre ouverte soulevant des points d'inconstitutionnalité.  Un mois plus tard, Mark Lemley de l'université Stanford, David S. Levine de l'Université d'Elon et David G. Post de l'Université de la Temple University publient dans la Stanford Law Review (en) un article intitulé « Don't Break the Internet », traduit en français : « Sopa, tout le monde est concerné ».
Google, Facebook, Yahoo!, eBay, AOL, Twitter, LinkedIn, Mozilla Foundation et Zynga ont cosigné, le 15 novembre 2011 une lettre ouverte contre le SOPA,.
Le site Wikipédia en anglais, sur une proposition de son cofondateur Jimmy Wales le 10 décembre 2011 et à la suite d'un débat interne, a été rendu indisponible pendant la journée du 18 janvier 2012 afin de protester contre les projets SOPA et PIPA et de sensibiliser les utilisateurs aux enjeux de ces deux propositions de loi, ce qui est fait le 18 janvier 2012.
Tous les sites de Mojang (minecraft.net, mojang.com et playcobalt.com), Newgrounds (newgrounds.com) et même Razer(zone) (razerzone.com) ainsi que de nombreux autres tels que les sites du projet GNU et de la Free Software Foundation gnu.org et fsf.org, devaient aussi être indisponibles le 18 janvier. La page d'accueil de Minecraft a été remplacée par une page de protestation contre cette loi.
Le 14 janvier 2012, une réponse à deux pétitions anti-SOPA est publiée sur le site internet de la Maison Blanche par trois hauts responsables des questions technologiques du gouvernement Obama : ils se distancient des projets de loi en discussion au Congrès en se déclarant favorable à la liberté d'expression, à la cybersécurité et à l'innovation dans le domaine de l'économie numérique, tout en qualifiant la « piraterie en ligne » de menace sur des emplois de travailleurs de la classe moyenne.
Le représentant Lamar S. Smith répond aux critiques en considérant qu'elles reposent sur des mythes et une mauvaise compréhension du projet, qui ne viserait que des sites étrangers (non américains) consacrés principalement au piratage.

## Évolution de la procédure législative

### Audition du 16 novembre
La commission des affaires juridiques de la Chambre des représentants a tenu une audition à propos du projet SOPA le 16 novembre 2011. À cette occasion plusieurs observateurs se sont inquiétés de l'inexpérience des intervenants quant aux technologies numériques. Selon le site CNET, « Un par un, chaque témoin — y compris un lobbyiste de la Motion Picture Association of America — a affirmé qu'il n'était pas compétent pour parler du DNSSEC » (Domain Name System Security Extensions, protocole concernant le système de noms de domaines). Dans une même optique, un chercheur du Mercatus Center a remarqué que « Chaque membre a admis qu'il n'avait, au fond, aucune idée de l'impact que les dispositions régulatoires du texte auraient sur la sécurité des services numériques ou sur quoi que ce soit d'autre ».
Zoe Lofgren, députée démocrate de Californie, a souligné : « Nous n'avons aucune expertise technique sur le panel d'aujourd'hui. » Elle a également critiqué l'orientation générale de l'audition : « Ce n'est pas dans les habitudes de la commission de disqualifier les vues de ceux que nous allons réguler. Attaquer les critiques sur leurs motivations plutôt que leur substance est une erreur ».
Le responsable de la sous-commission de la Chambre sur la sécurité numérique, Dan Lungren (Rép., Californie), a confirmé au site d'information Politico qu'il avait de « sérieuses inquiétudes » quant à l'impact du SOPA sur le DNSSEC : « Nous n'avons pas assez d'information et si c'est un grave problème, comme me l'ont suggéré plusieurs experts qui m'ont contacté, nous devons y remédier. Je ne peux me permettre de laisser passer ça sans le régler »[réf. incomplète].
Le PDG de la Consumer Electronics Association, Gary Shapiro, qui souhaitait témoigner lors de l'audition mais n'a finalement pas été invité, note que « Les nuisances potentielles de la loi sont mises en évidence par l'extraordinaire coalition qu'elle est parvenu à réunir contre elles. Des inquiétudes à son propos ont été exprimées par des partisans du Tea Party, des progressistes, des informaticiens, des activistes des droits de l'homme, des entreprises capitalistes, des professeurs de droit, des musiciens indépendants et bien d'autres encore. Malheureusement, ces voix n'ont pas été entendues lors de l'audition d'aujourd'hui ».
Un éditorial du magazine Fortune constate que « une fois encore, le Congrès se contente d'adjuger les enchères de puissants lobbyistes — en l'occurrence, Hollywood et l'industrie musicale. Ce serait franchement banal si la législation proposée n'était pas si draconienne ».

### Révision du 15 décembre

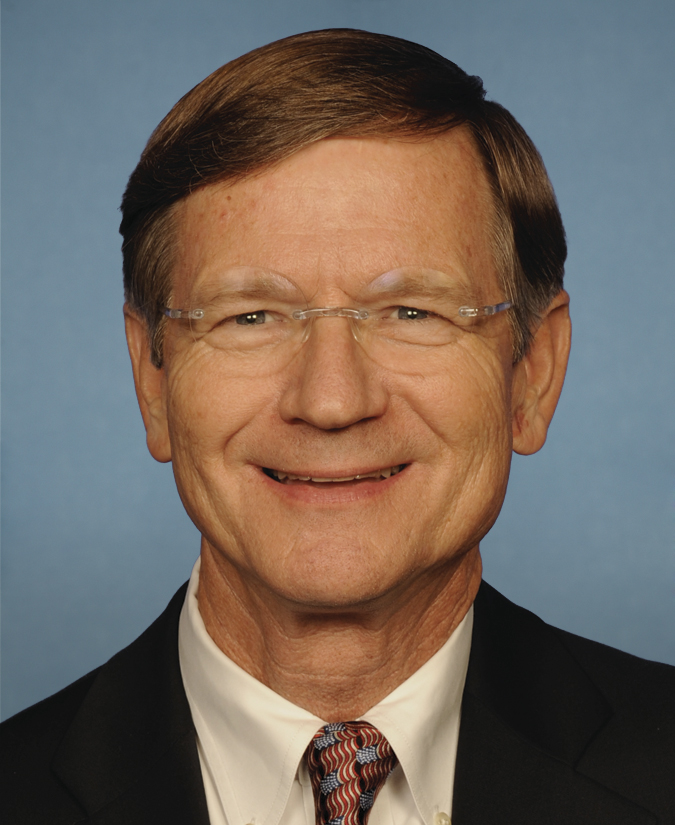
Lamar S. Smith, représentant à l'origine du projet SOPA

Le projet est soumis à une révision (un markup) par la commission des affaires juridiques le 15 décembre 2011.
Un assistant du représentant républicain Lamar S. Smith (Texas) a estimé qu'il est « ouvert aux changements, mais seulement aux changements légitimes. Certains sites sont tout à fait capables de filtrer le contenu illégal, mais ils ne le font pas et se contentent, à la place, de profiter du trafic de contenu illégal ».
Lors de la séance du 15 décembre, le Congrès se montre plutôt divisé vis-à-vis du SOPA. Le clivage traverse les deux principaux partis. Plusieurs démocrates et républicains ont également critiqué la rapidité de la procédure d'adoption et l'absence de consultation des experts quant aux conséquences de la loi sur la structure d'Internet. La démocrate Zoe Lofgren a notamment attiré l'attention sur le risque d'une « balkanisation d'Internet ». De son côté, le républicain Darrell Issa s'inquiète des conséquences de cette régulation sur le little guy, le petit entrepreneur du web qui risquerait « d'être à court d'argent ». 
Au cours de la révision, la commission des affaires juridiques a rejeté l'ensemble des vingt amendements examinés (sur les soixante proposés). Dans leur grande majorité, ces amendements visaient à modérer la portée du texte. L'un d'entre eux obligeait ainsi l'ayant droit à verser l'intégralité des frais de justice en cas de méprise sur la légalité du contenu proposé. Un autre proposait d'exempter les institutions universitaires et caritatives (ce qui aurait vraisemblablement inclus les projets de la Wikimedia Foundation).
En raison de la vacance du Congrès pendant la période des fêtes, la révision devrait se poursuivre en janvier et déboucher peut-être en début d'année 2012 sur un vote officiel. Néanmoins, aucune date n'a été fixée pour le report. Étant donné l'unanimité de la commission des affaires juridiques à propos du SOPA, cette incertitude est plutôt surprenante.
Darrell Issa estime que la loi a peu de chances de passer au Congrès. Dans cette optique, il a commencé à préparer un projet de loi alternatif dénommé Open Act (en).
Le 15 décembre 2011, la liste des entreprises soutenant le SOPA a été publiée. La semaine suivante, des groupes se sont formés sur Reddit notamment, appelant au boycott de l'hébergeur Go Daddy. Au vu du succès de cette action, qui a vu GoDaddy perdre notamment l'hébergement de Wikipédia, GoDaddy s'est désolidarisé de cette loi. L'action de boycott se poursuit notamment sur godaddyboycott.org.

### Suspension de la procédure
Dans un communiqué publié le 20 janvier 2012 en réaction à la décision du Sénat américain de suspendre la décision du projet PIPA, Lamar S. Smith a annoncé que la commission des affaires juridiques suspendait également la discussion du projet SOPA dans l'attente d'un accord plus large. 